# Nicolás Ardito Barletta Vallarino

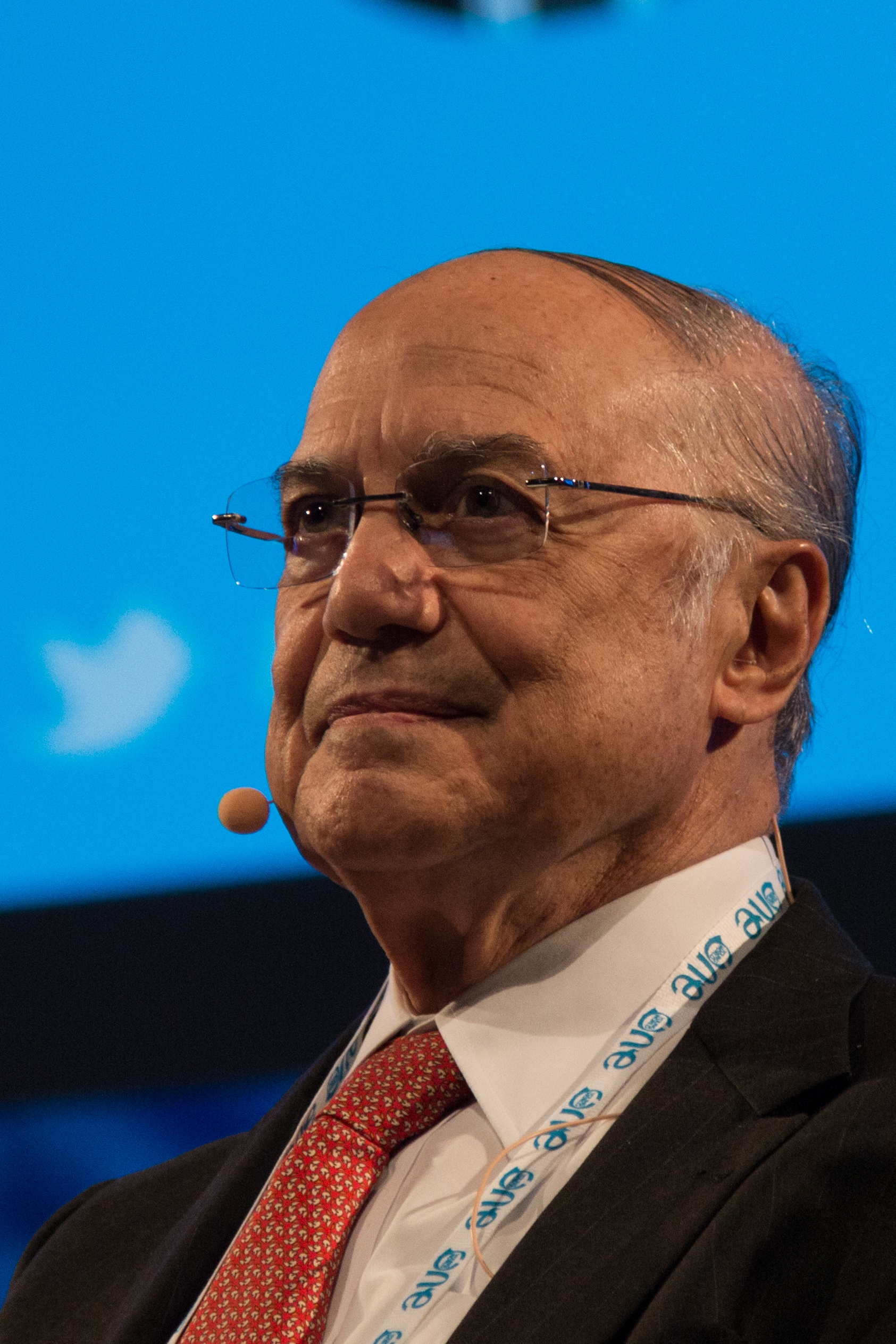
Nicolás Ardito Barletta Vallarino (2014)

Nicolás Ardito Barletta Vallarino (* 21. August 1938 in Las Tablas) war der 39. Staatspräsident von Panama.

## Leben
Barletta ist der Sohn des Bürgermeisters von Panama-Stadt. Er studierte an der North Carolina State University, wo er 1959 einen Bachelor of Science in Agricultural Engineering erwarb und einen M.Sc. in Agricultural Economics. 1971 wurde an der University of Chicago in Wirtschaftswissenschaften promoviert.
Er war Minister in verschiedenen panamaischen Regierungen unter Omar Torrijos. Von 1978 bis 1984 war er Vize-Präsident der Weltbank für Lateinamerika und die Karibik.
1984 trat er als Kandidat des Partido Revolucionario Democrático zu den Präsidentschaftswahlen an, zu denen der Amtsinhaber  Jorge Illueca nicht antrat. Barletta gewann die Wahl mit einer hauchdünnen Mehrheit von 1.713 Stimmen gegen Arnulfo Arias, wobei Vorwürfe der Wahlfälschung laut wurden, die ihm den Beinamen Fraudito einbrachten. Am 11. Oktober 1984 übernahm er das Amt des Staatspräsidenten, konnte sich aber nur bis zum 28. September 1985 im Amt halten. Sein Nachfolger wurde Eric Arturo Delvalle.
Vallarino wurde von Manuel Noriega unterstützt, dem damaligen Militärchef und einflussreichen Drogenhändler. Vallarino war der erste der sogenannten „Kleenex-Präsidenten“, welche gegenüber dem de-facto-Herrscher Panamas, Noriega, kaum relevante Macht hatten und meist nach kurzer Zeit abgelöst wurden.